# Sphenacris crassicornis
Sphenacris crassicornis är en insektsart som beskrevs av Bolívar, I. 1884. Sphenacris crassicornis ingår i släktet Sphenacris och familjen Pyrgomorphidae. Inga underarter finns listade i Catalogue of Life.